# Tsuchida Bakusen

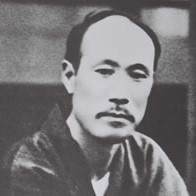
Tsuchida Bakusen

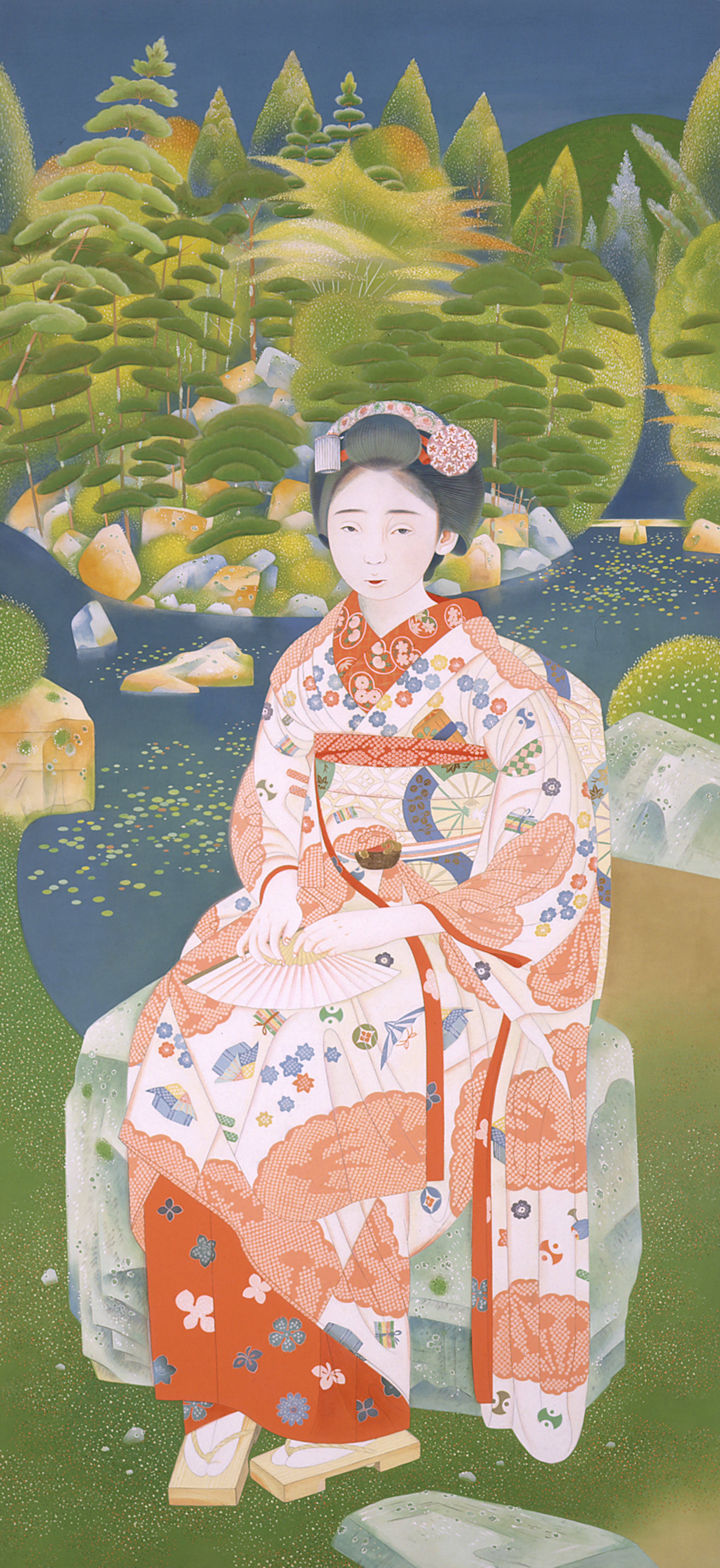
Maiko im Garten (1924)

Tsuchida Bakusen (japanisch 土田 麦僊; geb. 9. Februar 1887 auf der Insel Sado, Präfektur Niigata; gest. 10. Juni 1936; eigentlicher Name Kinji (金二)) war ein japanischer Maler der Nihonga-Richtung der Taishō- und frühen Shōwa-Zeit.

## Leben und Werk
Tsuchida wurde als Sohn eines Bauern geboren. Er war der ältere Bruder des Philosophen Tsuchida Kyōson (1891–1934). Er sollte Priester werden und wurde im Jahr 1903 nach Kyōto zum buddhistischen Tempel Chishaku-in (智積院) geschickt. Aber schon bald verließ er den Tempel, um Maler zu werden. Er studierte zunächst unter Suzuki Shōnen (1848–1918), wechselte aber dann zu Takeuchi Seihō. Seinen ersten Erfolg hatte er auf der zweiten Bunten-Ausstellung (1908), auf der er für sein Gemälde „Bestrafung“ (罰, Batsu) den 3. Preis erhielt. 1909 nahm er an einem Spezialkurs der Städtischen Fachschule für Malerei Kyoto (京都市立絵画専門学校, Kyōto shiritsu kaiga senmon gakkō) teil, wobei seine Abschlussarbeit, ein Bild mit dem Titel „Beim Kämmen“ (髪, Kami), auf der 5. Bunten Beachtung fand.
In der weiteren Entwicklung lässt sich bei Tsuchida der Einfluss der späten Impressionisten in Europa – insbesondere von Paul Gauguin – feststellen, wie die Bilder „Frauen der Insel“ (島の女, Shima no onna) und „Taucherinnen“ (海女, Ama) zeigen. Unzufrieden mit den malerischen Vorgaben der Nihonga-Richtung, gründete Tsuchida zusammen mit den gleichaltrigen Malern Murakami Kagaku (1888–1939), Sakaibara Shihō (1887–1971), Irie Hakō (1887–1948) und Ono Chikkyō (1889–1979) die „Nationale Gesellschaft für kreative Malerei“ (国画創作協会, Kokuga sōsaku kyōkai) mit dem Ziel der Erneuerung des Nihonga.
Von 1921 bis 1923 reiste Tsuchida durch verschiedene Länder Europas. Werke aus dieser Zeit sind „Badehaus-Frauen“ (湯女, Yuna), „Maiko[-Tänzerin] im Garten“ (舞伎林泉, Bugi rinsen) und „Frauen von Ōhara“ (大原女, Ōhara-me), die er auf den von seiner Gesellschaft durchgeführten Ausstellungen (Kurzform Kokuten (国展)) zeigte.
Im Jahr 1928 löste Tsuchida seine Gesellschaft auf und reichte wieder Bilder ein auf der staatlich getragenen Kunstausstellung, die inzwischen Teiten (帝展) abgekürzt wurde. 1934 wurde er Mitglied der Japanischen Akademie der Künste. Zu seinen späten Werken zählen „Mohnblumen“ (芥子, Keshi) und „Flaches Bett“ (平牀, Heishō).

## Bilder

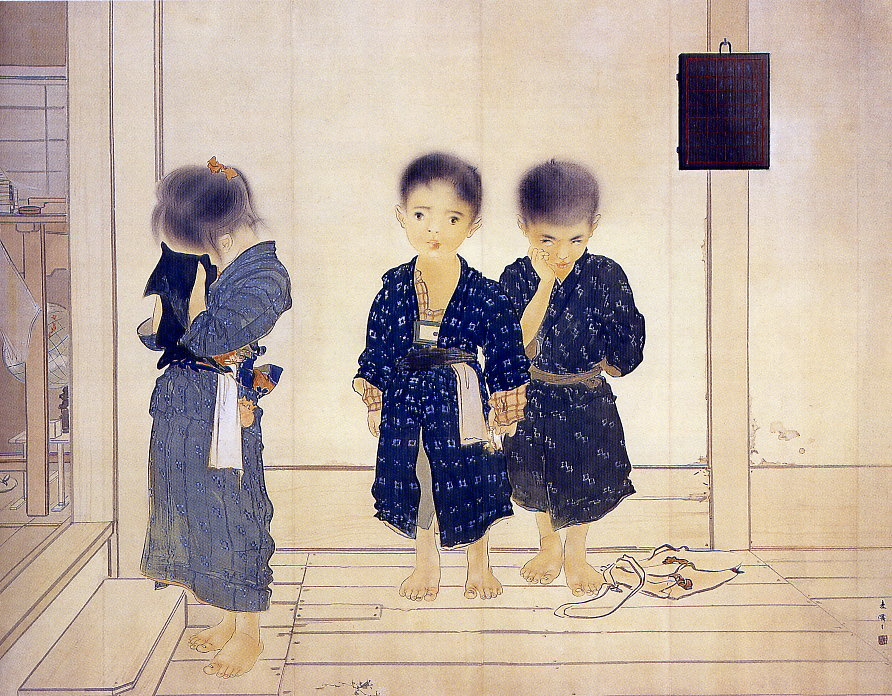
„Bestrafung“ (1908)
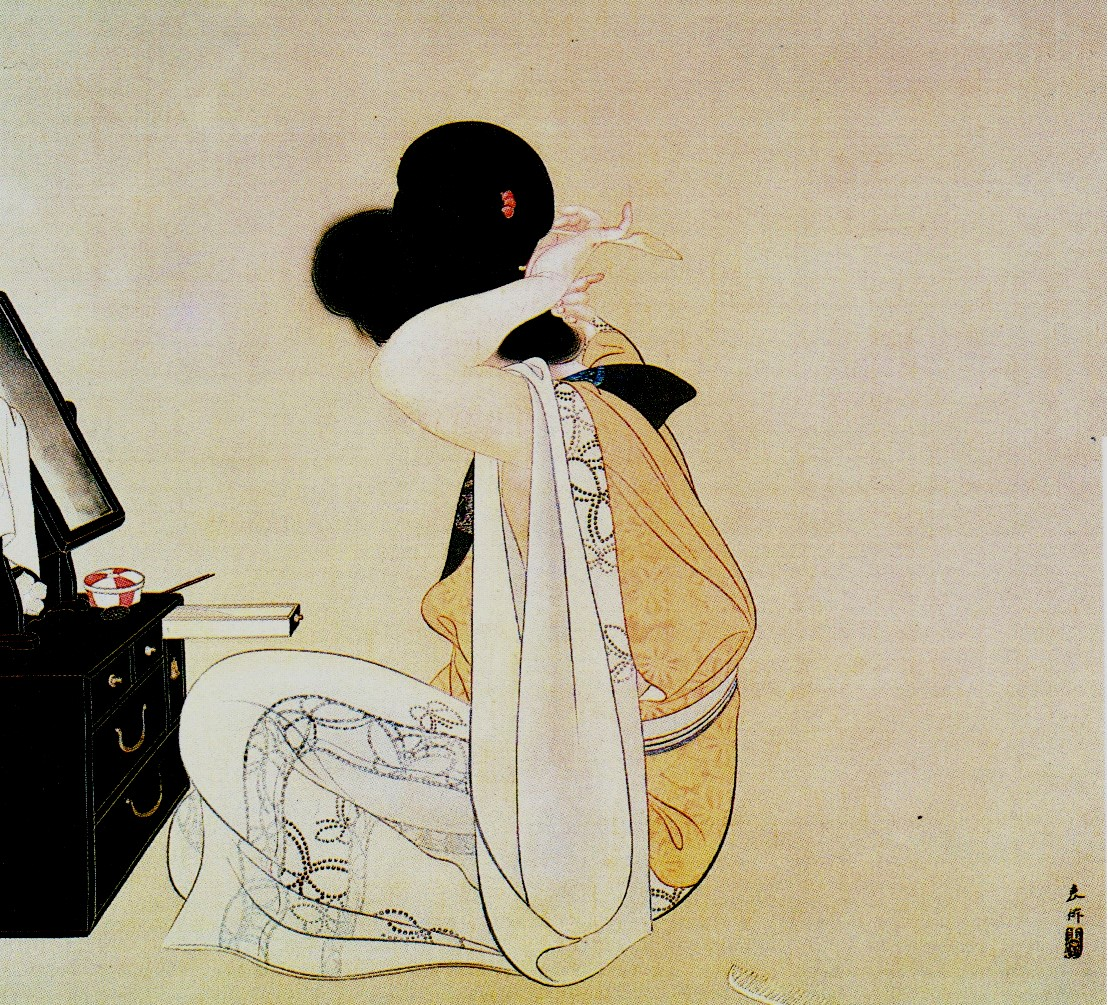
„Haare kämmen“ (1912)
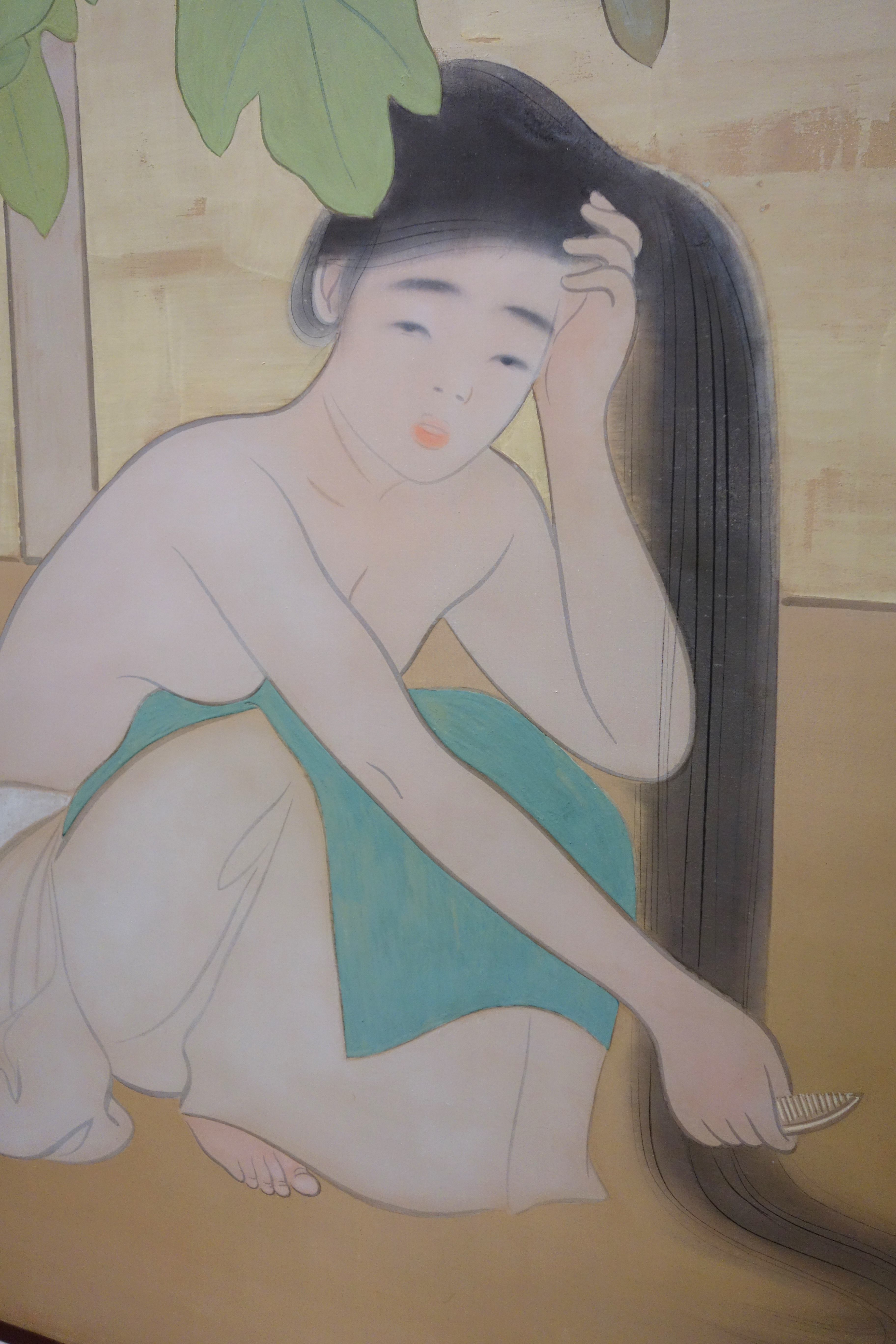
„Frauen der Insel“ (Ausschnitt)
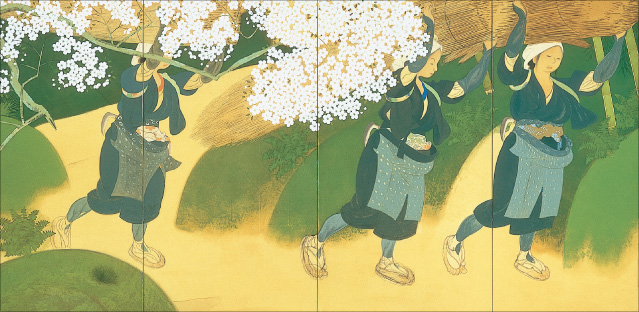
„Frauen von Ōhara“ (Ausschnitt, 1915)
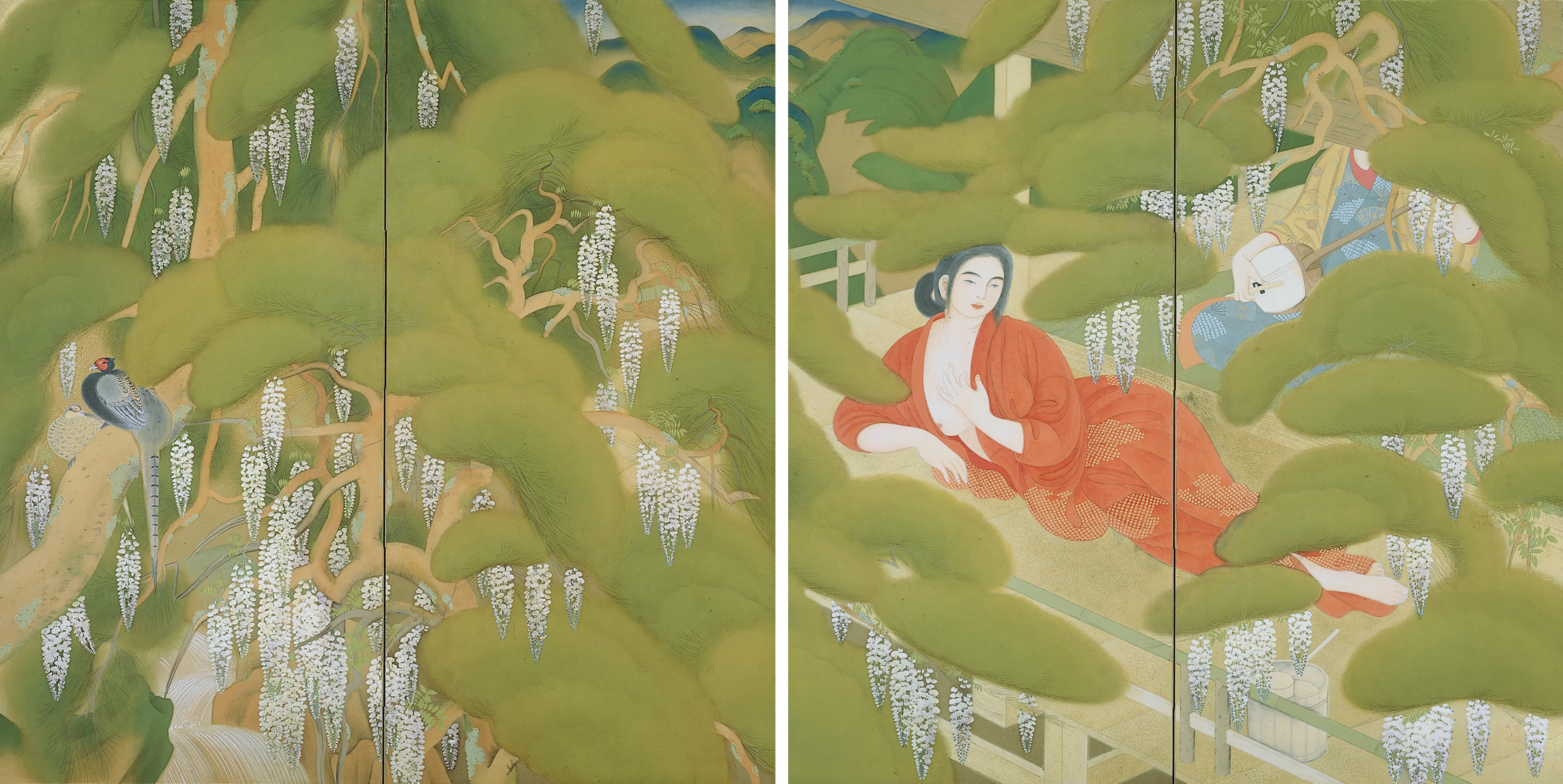
„Badehaus-Frauen“ (1918)
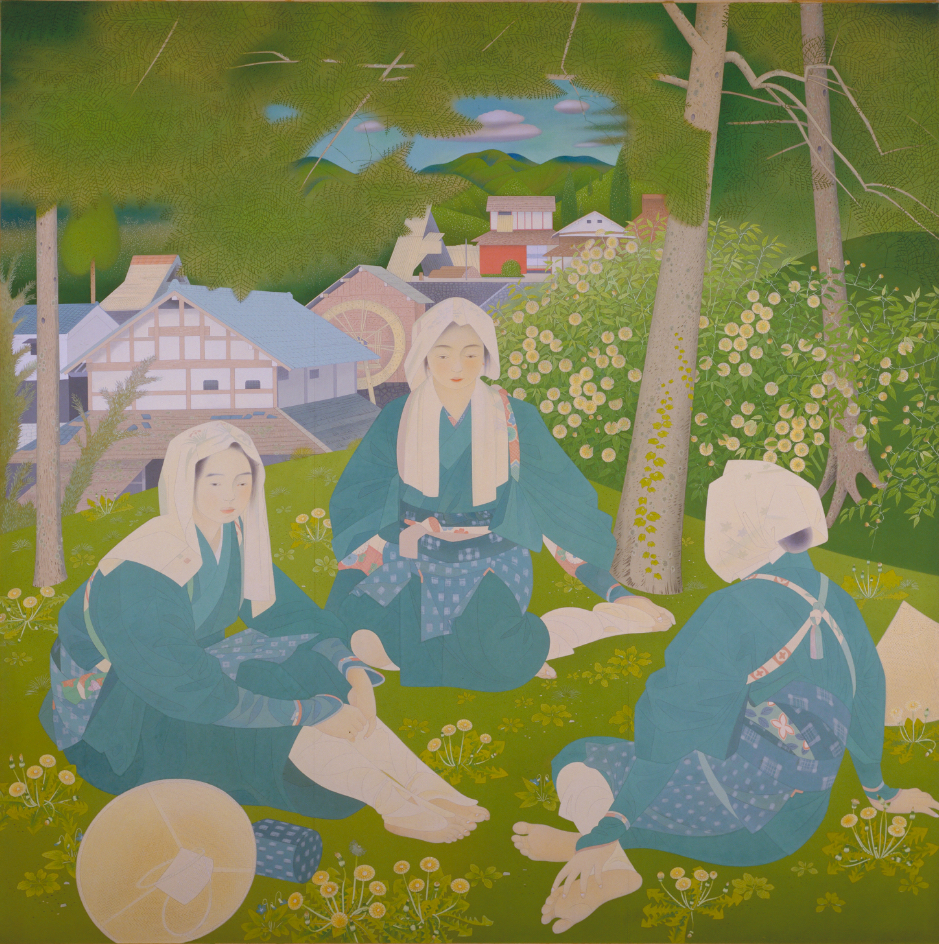
„Frauen von Ōhara“ (1927)